# Fallhaus (Altdorf bei Nürnberg)
Fallhaus ist ein Gemeindeteil der Stadt Altdorf bei Nürnberg im Landkreis Nürnberger Land (Mittelfranken, Bayern). Fallhaus liegt in der Gemarkung Altdorf.

## Geographie
Fallhaus liegt am westlichen Rand von Altdorf nördlich der Autobahn Bundesautobahn 3 in der Nähe der Autobahnanschlussstelle Altdorf/Burgthann (AS 90). Dem Ort Fallhaus zugerechnet werden drei Wohngebäude, das sonderpädagogische Förderzentrum der Rummelsberger Diakonie, eine Doppelturnhalle, ein Schulschwimmbad und ein Biomasseheizwerk.

## Geschichte
Mit dem Gemeindeedikt (frühes 19. Jahrhundert) wurde Fallhaus dem Steuerdistrikt Altdorf und der Munizipalgemeinde Altdorf zugewiesen.
Um 1831 lebten in der damaligen Einöde sechs Personen. Rund 15 Jahre später wohnten hier in einem Gebäude 12 Personen, die zwei Familien und alle der protestantischen Konfession angehörten.